# Gus Schumacher
Gus Schumacher, född 25 juli 2000 i Madison, Wisconsin, är en amerikansk längdskidåkare, som representerar det amerikanska skidlandslaget.

## Karriär
Schumacher har ett individuellt guld från junior-VM som han vann på 10 km i klassisk stil år 2020.
Den 18 februari 2024 vann han världscuploppet över 10 km i fristil i Minneapolis, vilket var hans första vinst i världscupen.